# Fred Penner
Pour les articles homonymes, voir Penner.
Fred Penner est un acteur, compositeur et scénariste canadien né en 1946 à Winnipeg (Canada). Il a fondé le label Oak Street Music avec Gilles Paquin.

## Filmographie

### comme acteur
- 2002 : Tipi Tales (série TV)
- 1984 : Reunion (Court métrage)
- 1987 : Fred Penner's Place (série TV) : Fred
- 1995 : Big Sky: High River Concert : Performer
- 1997 : Big Sky (feuilleton TV) : Fred

### comme compositeur
- 1987 : Fred Penner's Place (série TV)